# 熾天使

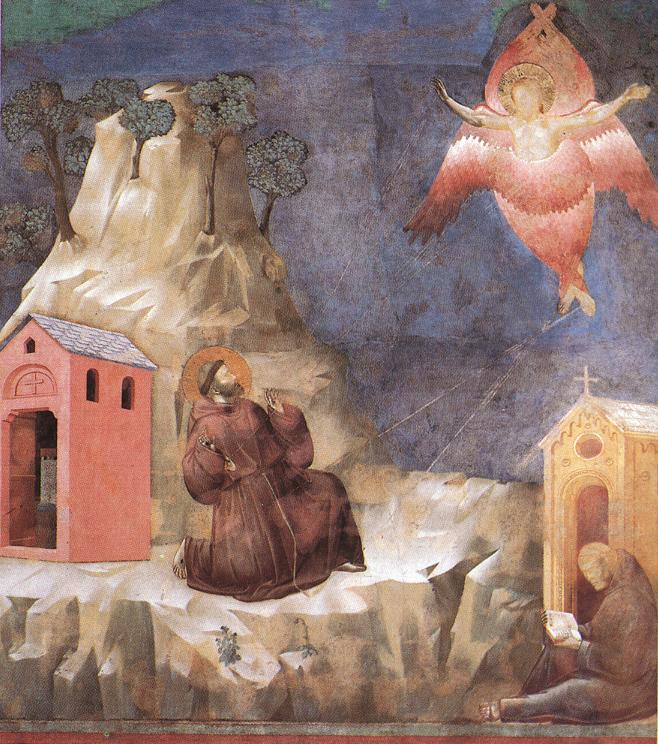
『聖痕を受ける聖フランチェスコ』 （フレスコ画; ジョット・ディ・ボンドーネ作）

熾天使（してんし）は、天使の位階のひとつ。ヘブライ語で単数形は שְׂרָף Śĕrāp̄ セラフ、複数形はשְׂרָפִים Śĕrāp̄îm セラフィム（セラーフィーム）となる。ギリシア語ではΣεράφ, Σεραφείμ/Σεραφίμ、ラテン語では Seraph, Seraphim と呼ばれており、ヘブライ語の音写がそのまま使われている。「熾」は「火が盛んに燃える」の意で、神への愛と情熱で体が燃えていることを表す。
偽ディオニシウス・アレオパギタが定めた天使の九階級のうち最上とされる。姿は「3対6枚の翼を持ち、その内の2枚で頭を、2枚で足を隠し、残りの2枚で羽ばたいている」とされる。
שָׂרַף /sarap/ にはヘブライ語で動詞として「燃える」「燃やす」の意味があり、『レビ記』、『ヨシュア記』など様々な書の中で広く使われている。
名詞としての使用は『民数記』、『申命記』、『イザヤ書』に見られ、通常は「蛇（毒蛇）」を表す語として解釈される。「燃える」という語がなぜ蛇を指す語として用いられるようになったかは不明だが、その種類の蛇の色が赤かった、その毒を火に例えたなどの説が有る。『民数記』、『申命記』においてはנָחָשׁ שָׂרָף /nakhash sarap/ （fiery serpent）およびその複数形נָחָשׁים שָׂרָפִים /nakhashim sarapim/ という表現も見られる。
天使として解釈されるשָׂרַף /sarap/ の出典は、『イザヤ書』にあり、6章2節で上述の6枚の翼の姿が語られている。ただし、その『イザヤ書』中で「蛇」の意味でこの語を用いている箇所もあり、30章6節においてשָׂרָף מְעוֹפֵף /sarap me'opep/ と述べられているそれは「fiery flying serpent（火のごとき飛ぶ蛇）」と訳される（מְעוֹפֵף /me'opep/ がヘブライ語でflyingを意味し、שָׂרַףがfiery serpentもしくはserpent）。
「飛ぶ蛇」が何を指したかは不明だが、古代エジプトの蛇形記章（ウラエウス）には鳥の翼を持つ「winged uraeus」が有り、またこの「蛇＋翼」と言う意匠はエジプトに限らずオリエントで広く使用されていた。
または一説には起源はセラピムと呼ばれるカルデア神話に登場する稲妻の精であり、六枚の翼を持つ蛇の姿をして炎の様に飛んだといわれている。こうしたオリエントにおける文化や伝承が後にユダヤ教に影響を及ぼした可能性については、学術的には結論が出ていない。
神の御前にいるとされるラファエル、ウリエル、ミカエル、ガブリエルの四大天使は偽ディオニシウス・アレオパギタが定めた天使の九階級のうち下から二番目の階級の大天使と記されているが、イギリスの詩人ジョン・ミルトンの『失楽園』では、この四大天使は熾天使として扱われている。また、悪魔の王となったルシファーも、堕天する以前は最上級の熾天使であったとされている（ルシファーは特別に、12の翼を有し、なによりも美しく光輝いている、と言われる）。
『ヨハネの黙示録』4章6-9節で語られる4つの生き物（four beasts）は6枚の翼を持つ点と「聖なるかな、聖なるかな、聖なるかな」と唱えている点が熾天使と一致する。ただし、獅子・雄牛・人・鷲の4つの特徴を持つと言う点は智天使に似ている。

## 『イザヤ書』の熾天使
『イザヤ書』6章1-4節で熾天使（セラピム）は以下のように描写されている。

## ギャラリー
- 「神の母」。ハリストス・生神女・セラフィムが描かれている。ヴィクトル・ヴァスネツォフ（1901年）
- 『ベリー公のいとも豪華なる時祷書（Très Riches Heures du Duc de Berry）』に描かれた、パトモス島の福音書記者ヨハネの図。王座の周りを4人の熾天使（セラフィム）が囲み、純粋をあらわす白いローブに身を包む24人の長老が両側に座る。
- アギア・ソフィア大聖堂内に描かれた熾天使には顔も手足もなく、中央の星と6枚の翼だけで表現されている。14世紀の作画を復元したもの。
- 熾天使、ステンドグラス、聖ミカエル及諸天使教会（英語版）、ソマートン、サマセット、イングランド。